# Lucía Palermo
Lucía Palermo (Olivos, Buenos Aires, Argentina, 30 de septiembre de 1985) es una remera argentina destacada por sus participaciones en competiciones internacionales, incluyendo tres ediciones de los Juegos Olímpicos. En los Juegos Olímpicos de 2004, compitió en los sculls ligeros femeninos con Milka Kraljev, terminando en el puesto 17. Posteriormente, en los Juegos Olímpicos de Londres de 2012, participó en la modalidad de scull individual, logrando el tercer puesto en la Final D y clasificándose en el lugar 21 en la tabla general. En el Campeonato Sudamericano de Remo de 2012, ella y María Gabriela Best ganaron los dobles scull femeninos. Su tercera participación olímpica fue en los Juegos Olímpicos de Río de Janeiro de 2016, donde quedó decimoséptima en single sculls. En el ámbito regional tuvo un desempeño destacado en el Campeonato Sudamericano de Remo de 2012, donde, junto a María Gabriela Best, obtuvo la medalla de oro en la categoría de doble scull femenino. 
Además de representar a la Argentina, rema en nombre de su familia, ligada a este deporte generación tras generación, siendo la cuarta generación de remeros. Aprendió este deporte gracias a su tío abuelo, Diego Gabba, quien era entrenador de la escuela municipal de Tigre. Del lado materno de su familia remaron casi todos: hermanos, primos, tíos, abuelos. Su tío abuelo llevaba a entrenar a los hermanos más pequeños e insistía en que también quería remar, comenzando a los 11 años. A los 15, debutó en competencias representando al Club Teutonia. 
Confesó que “para mí es un placer representar al país y a mi familia. El remo es una herencia que viene de generación en generación. Poder estar a acá es un poco representarlos también a ellos, a mis familiares, a los que me acercaron a este deporte”.

## Carrera deportiva

### Juegos Olímpicos de Atenas 2004
En los Juegos Olímpicos de Atenas de 2004, compitió junto a Milka Kraljev en la categoría de doble par ligero, alcanzando el puesto 17 entre 24 países participantes.  Luego, estuvo siete años sin poder participar de una competencia internacional europea por “problemas políticos” con la Asociación Argentina de Remo. Sin embargo, competía a nivel nacional y sudamericano.

### Juegos Panamericanos Río de Janeiro 2007
Ganó la medalla de bronce en los Juegos Panamericanos Río de Janeiro en 2007, consolidándose como una de las remeras más destacadas de Argentina.

### Juegos Odesur de Mar del Plata y Colombia 2006 y 2014
Ganó la medalla de oro y plata en los Juegos Odesur de Mar del Plata y Colombia. Fue campeona argentina durante ocho años consecutivos y campeona sudamericana en seis ocasiones. Sin embargo, pese a estos logros, no fue seleccionada para representar al país en las copas europeas durante ese periodo.

### Juegos Olímpicos Londres 2012
El remo en los Juegos Olímpicos de Londres 2012' se realizó en el lago de Eton Dorney, ubicado a las afueras de Londres, del 28 de julio al 4 de agosto de 2012.
Lucía, reconocida como campeona sudamericana en seis ocasiones consecutivas, se enfrentó en Londres a competidoras físicamente más pesadas y fuertes, lo que complicó su aspiración de alcanzar el podio. Su objetivo era quedar entre las 12 mejores. Finalmente, terminó en el puesto 20 en la clasificación general en single scull.
Tras pasar al repechaje en su primera serie avanzó a los cuartos de final con un tiempo de 7m.52s.49/100, quedando en segundo lugar detrás de la surcoreana Kim Yeji (7m.50s.64/100). Aunque quedó eliminada en los cuartos de final, su desempeño fue destacado al representar al Club San Fernando y enfrentar rivales de nivel mundial. 
Luego de una ajustadísimo final de regata, la remera del Club San Fernando pasó la eliminatoria y avanzó a los cuartos de final del single scull femenino de remo, tras quedar segunda a tan sólo un segundo de la remera de Corea del Sur Kim YeJi, quien marcó un tiempo de 8 minutos y 59 centésimos.

### Juegos Olímpicos de Río de Janeiro 2016
Podría estar acostumbrada a la vida en una Villa Olímpica pero reconoció que “los estoy viviendo a pleno. Una no sabe si se va a presentar otra oportunidad o no, y por eso trato de disfrutarlo lo máximo posible”.
En su tercera participación olímpica, en los Juegos Olímpicos de Río de Janeiro 2016, compitió nuevamente en la categoría single scull, quedó quinta en las 'semis' C/D femeninas y concluyó en el puesto 17.
Declaró que su meta era mejorar su posición de Londres 2012 y quedar entre las 12 mejores. Sobre la preparación que realizó para estar en Río, dijo: “Hace dos años que venimos trabajando fuerte con la selección. Sabíamos que teníamos la chance de lograr el pasaje a los Juegos en el Preolímpico en Chile, y nos preparamos en single, exclusivamente. Tuvimos la suerte de clasificar para poder estar acá y ahora sólo nos queda prepararnos para la competencia”.
Desde el comienzo de la prueba, la argentina quedó muy relegada, lejos de sus rivales. La argentina quedó última en su serie de cuartos de final y fue eliminada en el single scull femenino. Al final, llegó casi 19 segundos más tarde que la lituana Lina Saltyte, que quedó quinta. Las 3 clasificadas fueron la australiana Kimberley Brennan, la china Jingli Duan y la bielorrusa Yekaterina Karsten. Está última está compitiendo en sus séptimos Juegos Olímpicos y acumula dos medallas de Oro, una de Plata y una de Bronce. 
Posteriormente a la regata la remera declaró mostrarse conforme con el resultado obtenido a la vez que cauta a la hora de sus expectativas, manifestando “No puedo pretender una medalla porque conozco mi posición. Para mí estar dentro de las 15 mejores es muy bueno”.

### Copas del Mundo
En mayo de 2024, participó por primera vez en una competencia europea: la Copa del Mundo de Lucerna (Suiza), donde se ubicó décima entre 13 competidores. Posteriormente, en junio, compitió en la Copa del Mundo de Múnich (Alemania), logrando el quinto puesto entre 23 participantes. 

## Palmarés
- Medalla de Oro: Juegos Odesur de Mar de Plata y Colombia, 2006
- Medalla de Bronce: Juegos Panamericanos en Río,  2007
- Medalla de Plata: Juegos Odesur de Mar de Plata y Colombia, 2014